# Diocesi di Ciudad Lázaro Cárdenas
La diocesi di Ciudad Lázaro Cárdenas (in latino Dioecesis Civitatis Lazari Cárdenas) è una sede della Chiesa cattolica in Messico suffraganea dell'arcidiocesi di Morelia. Nel 2023 contava 912.200 battezzati su 938.400 abitanti. È retta dal vescovo Armando António Ortiz Aguirre.

## Territorio
La diocesi comprende parte degli stati messicani di Michoacán e Guerrero. Appartengono alla diocesi 7 comuni: Aquila, Arteaga, Coahuayana, Lázaro Cárdenas, Zihuatanejo de Azueta, La Unión de Isidoro Montes de Oca e Coahuayutla de José María Izazaga.
Sede vescovile è Ciudad Lázaro Cárdenas, dove si trova la cattedrale di Cristo Re.
Il territorio si estende su una superficie di 14.800 km² ed è suddiviso in 26 parrocchie.

## Storia
La diocesi è stata eretta l'11 ottobre 1985 con la bolla Cum probe di papa Giovanni Paolo II, ricavandone il territorio dalle diocesi di Apatzingán e di Ciudad Altamirano.
Originariamente suffraganea dell'arcidiocesi di Acapulco, il 25 novembre 2006 è entrata a far parte della provincia ecclesiastica dell'arcidiocesi di Morelia.

## Cronotassi dei vescovi
Si omettono i periodi di sede vacante non superiori ai 2 anni o non storicamente accertati.
- José de Jesús Sahagún de la Parra (18 ottobre[2] 1985 - 3 maggio 1993 dimesso)
- Salvador Flores Huerta † (3 maggio 1993 - 30 settembre 2006 dimesso)
- Fabio Martínez Castilla † (13 marzo 2007 - 19 febbraio 2013 nominato arcivescovo di Tuxtla Gutiérrez)
- Armando Antonio Ortiz Aguirre, dal 20 novembre 2013

## Statistiche
La diocesi nel 2023 su una popolazione di 938.400 persone contava 912.200 battezzati, corrispondenti al 97,2% del totale.
| anno | popolazione | popolazione | popolazione | presbiteri | presbiteri | presbiteri | presbiteri                | diaconi | religiosi | religiosi | parrocchie |
| anno | battezzati  | totale      | %           | numero     | secolari   | regolari   | battezzati per presbitero | diaconi | uomini    | donne     | parrocchie |
| ---- | ----------- | ----------- | ----------- | ---------- | ---------- | ---------- | ------------------------- | ------- | --------- | --------- | ---------- |
| 1990 | 483.000     | 526.000     | 91,8        | 31         | 21         | 10         | 15.580                    | 1       | 15        | 37        | 17         |
| 1999 | 638.000     | 709.000     | 90,0        | 36         | 24         | 12         | 17.722                    | 1       | 19        | 56        | 22         |
| 2000 | 660.600     | 734.000     | 90,0        | 37         | 25         | 12         | 17.854                    | 1       | 19        | 72        | 22         |
| 2001 | 660.600     | 734.000     | 90,0        | 38         | 26         | 12         | 17.384                    | 1       | 14        | 72        | 22         |
| 2002 | 683.600     | 759.000     | 90,1        | 40         | 27         | 13         | 17.090                    | 1       | 14        | 71        | 23         |
| 2003 | 683.600     | 759.000     | 90,1        | 33         | 20         | 13         | 20.715                    |         | 16        | 71        | 23         |
| 2004 | 683.600     | 759.600     | 90,0        | 33         | 20         | 13         | 20.715                    |         | 16        | 71        | 23         |
| 2006 | 725.000     | 805.000     | 90,1        | 43         | 26         | 17         | 16.860                    |         | 21        | 61        | 23         |
| 2013 | 794.000     | 854.000     | 93,0        | 46         | 31         | 15         | 17.260                    |         | 20        | 68        | 24         |
| 2016 | 818.700     | 880.000     | 93,0        | 51         | 34         | 17         | 16.052                    |         | 22        | 68        | 24         |
| 2019 | 843.420     | 906.650     | 93,0        | 25         | 12         | 13         | 33.736                    |         | 17        | 53        | 26         |
| 2021 | 897.850     | 923.570     | 97,2        | 47         | 35         | 12         | 19.103                    |         | 24        | 50        | 28         |
| 2023 | 912.200     | 938.400     | 97,2        | 47         | 33         | 14         | 19.408                    |         | 23        | 51        | 26         |